# Phoenix Wright: Ace Attorney − Justice for All
Phoenix Wright: Ace Attorney − Justice for All, lançado no Japão como Gyakuten Saiban 2 (逆転裁判 2, Gyakuten Saiban Tsū; literalmente "Turnabout Trial 2") é um jogo do gênero aventura desenvolvido e publicado pela Capcom para o Nintendo DS. O jogo é uma sequência para o jogo lançado em 2005, Phoenix Wright: Ace Attorney. Foi lançado no Japão no dia 26 de Outubro de 2006 e na América do Norte no dia 16 de Janeiro de 2007. O jogo foi lançado na Europa no dia 16 de Março de 2007 e na Austrália no dia 6 de Setembro de 2007. A versão japonesa permite que o jogador escolha entre as opções de linguagem inglesa ou em japonês.
Phoenix Wright: Ace Attorney Justice for All  é um port atualizado da versão para Game Boy Advance, o jogo Gyakuten Saiban 2. Assim como Phoenix Wright: Ace Attorney, permite o uso da  touch screen, microfone, e o uso das duas telas, mas não tem nenhum novo caso.
Uma versão para PC com o título de Gyakuten Saiban 2 PC foi lançado pela companhia japonesa SourceNext em 31 de março de 2006. Similar ao port para PC do primeiro jogo, essa versçao é uma emulação da versão original para Game Boy Advance a ser jogada em computadores com o Windows, ao invés de ser um remake melhorado como a versão para Nintendo DS. Novamente, só foi lançado no Japão.

## Jogabilidade
Justice For All é jogado de forma similar ao primeiro jogo Ace Attorney como uma história gráfica. Apesar do jogo ter sido adaptado a partir da versão do GBA para permitir o uso da tela de toque do DS, nenhuma das técnicas especiais de investigação introduzidas no caso "Rise from the Ashes" do primeiro jogo reaparecem.
Uma pequena mas significativa mudança é que o jogador agora pode apresentar o perfil das pessoas envolvidas no caso, em adição às provas que estão no Court Record. O jogador pode mostrá-las tanto durante o julgamento ou nas fases investigativas. Por exemplo, o jogador pode mostrar um perfil para perguntar a alguém sobre aquela pessoa.
Justice for All tem também um novo conceito de jogo chamado Psyche-Lock. Phoenix Wright tem que destravar vários cadeados que são colocados sobre o coração de uma testemunhas a fim da verdade ser revelada. O Psyche-Lock ocorre somente durante a fase de investigação, e é percebida quando se tenta seguir uma linha de questionamento com uma pessoa envolvida no caso. Quando se descobre que uma pessoa tem um ou mais Psyche-Locks, o jogador pode então começar a quebrar tais cadeados. Normalmente, o jogador precisará mostrar provas ou locais que completam uma questão sendo perguntada; se a prova correta é usada, é provável que uma Psyche-Lock será quebrada ou pode-se levar a uma nova questão. Se o palpite estiver incorreto, o jgador perde parte de sua barra de vida (descrito mais abaixo). Entretanto, ao contrário do questionamento no tribunal, o jogador pode cancelar a tentativa de quebrar os cadeados se ele sentir que não tem a peça certa de evidência e não sofrerá nenhuma penalidade; todos os cadeados irão reaparecer na próxima vez que a tentativa de quebrar for feita, embora essas irão ser quebradas exatamente da mesma maneira descoberta antes. E também, uma certa quantidade de vida é restaurada numa tentativa bem sucedida de quebra de todas as Psyche-Locks de uma pessoa. Quebrar todas as Psyche-Locks de uma pessoa permitirá que o jogador pergunte mais sobre o assunto com mais detalhes.
No primeiro jogo, o personagem tinha cinco marcas de vida; e se ele ou ela fizesse um erro durante os procedimentos de corte, o Juiz iria penalizar o jogador com a perda de uma marca, e ao perder todas as marcas resultava em um veredicto de culpado ao seu cliente. Justice for All muda essas marcas para uma barra de vida; quando a barra é zerada, o jogo termina e o cliente do jogador recebe o veredicto de culpado. A quantidade de vida perdida depende da magnitude do erro; um erro em uma certa área pode resultar na perda da barra toda.

## Enredo

### Localização
Os eventos do jogo ocorrem mais ou menos um ano após os eventos do primeiro jogo da série (baseando-se nas idades dos personagens que aparecem novamente) e novamente em Los Angeles na Califórnia, isto na tradução para inglês. O jogador controla novamente o protagonista do jogo anterior, Phoenix Wright, que defende seus clientes em quatro casos diferentes. Personagens importantes do jogo anterior também reaparecem, como Maya Fey, Miles Edgeworth, Mia Fey e Dick Gumshoe. Dois novos personagens importantes surgem, Pearl Fey e Franziska von Karma. Personagens do primeiro jogo aparecem em alguns papéis secundários novamente, como Lotta Hart, Will Powers e Wendy Oldbag.

### História
O jogo começa com o primeiro caso de Phoenix, "The Lost Turnabout", que envolve Phoenix com uma amnésia temporária porque foi atingido na cabeça pelo real assassino e tendo que defender seu cliente nesta condição. No segundo caso, Phoenix vai com um homem chamado Dr. Grey para pedir os serviços de Maya Fey, a amiga de Phoenix, ex-assistente e médium de espíritos na vila Kurain, a fim de que a ex-enfermeira do Dr. Grey, Mimi Miney, a admitir que a culpa da morte de quatorze pacientes na clínica do Dr. Grey foi dela, e assim livrá-lo da culpa. Mimi foi morta em um acidente de carro, algum tempo atrás. Phoenix conhece Morgan Fey, tia de Maya, no templo Kurain. Entretanto, o dr. é assassinado durante a invocação do espírito e Maya é presa sendo suspeita do assassinato. Phoenix tenta assegurar Maya que foi o espírito que ela invocou que fez isso, mas Maya está convicta de que fez isso. Mais tarde, ele encontra Pearl Fey, filha de Morgan, que continua a ajudar Phoenix durante o jogo todo. Durante o julgamento, Phoenix defende Maya contra Franziska von Karma, filha de Manfred von Karma, ex-promotor que foi preso por assassinato por causa de Phoenix. Franziska declara que a meta nesse julgamento é vencer Phoenix. Enquanto investigando, Phoenix conhece Ini Miney, irmã mais nova de Mimi. Através de investigação, Phoenix descobre que Ini também estava no mesmo acidente em que sua irmã morreu, e teve a face desfigurada, precisando de uma cirurgia plástica. Phoenix descobre mais tarde que ela é na verdade Mimi Miney, e Ini Miney foi quem havia morrido. Ele também prova que foi ela quem matou Dr. Grey, enquanto se disfarçava de Maya.
Durante o terceiro caso, o dono do circo e apresentador do Big Berry Circus é assassinado e um mágico muito popular que pode "voar pelo ar" (usando cordas invisíveis, obviamente) chamado Maxmillion Galactica com quem Maya está apaixonada é suspeito de assassinato. Durante o prosseguir da história, Phoenix conhece o resto dos funcionários do circo, como a filha do apresentador, namorada de Max e domadora de animais Regina; Moe, um palhaço estranho; um ventriloquista chamado Ben mas quem fala mais é seu boneco Trilo; e Acro, um acrobata que está usando cadeira de rodas. Acro machucou-se quando seu irmão Bat sofreu dano cerebral quando pôs a cabeça dentro da boca do leão de Regina em uma aposta com ela. Regina havia posto uma grande quantidade de pimenta no lenço que estava no pescoço de Bat, o que fez com que o leão espirrasse e mordesse Bat. Acro então culpou Regina pelo fato de que Bat estava em coma e provavelmente não acordaria nunca mais, e armou para matar Regina, mas acabou matando o apresentandor por engano. Acro sentia muita gratidão ao apresentador, e foi horrivelmente machucado por dentro quando descobriu que o havia assassinado. Há uma pequena cena em que o promotor Miles Edgeworth mostra a prova final que incriminou Acro.
No quarto caso, Maya é sequestrada após um astro de TV, Matt Engarde, é suspeito de ter assassinado seu rival de mídia, Juan Corrida, e o sequestrador diz que só libertará Maya se Phoenix conseguir que Matt seja declarado inocente. Miles Edgeworth retorna como promotor, assim como nesse caso reaparecem Will Powers, Wendy Oldbag e Lotta Hart, que apareceram no primeiro jogo. Phoenix descobre que a ex-assessora de Juan cometera suicídio, Celeste Impax, e a assessora de Matt, Adrian Andews, ficou tão deprimida que tentou suicídio também. Phoenix acha que a morte de Celeste é uma boa causa para Adrian matar Juan, mas não consegue incriminá-la na corte. Mais tarde, Phoenix confronta Matt, que se revela um sinistro assassino. Ele admite que contratou um serial killer chamado de Shelley de Killer para matar Juan antes que ele pudesse mostrar o testamento de Celeste , que revelaria o fato de que Matt era o verdadeiro culpado pelo suicídio dela. Ele também conta que não confiava totalmente em de Killer, por isso escondeu uma câmera no camarim de Juan, onde este foi assassinado. No último dia do julgamento, Adrian mostra o testamento de Celeste para a corte, e o júri pede a sentença de culpado para Matt. Phoenix e Edgeworth desesperadamente tentam adiar a decisão, buscando por mais tempo enquanto Gumshoe e a polícia procuram por evidências e por Maya. Finalmente, Shelley é levado como testemunha através de um rádio de duas vias, e Franziska entra no tribunal trazendo as provas achadas por Gumshoe. Phoenix mostra a de Killer a fita em que Matt havia gravado o assassinato por não confiar nele. De Killer então se enfurece pela quebra de confiança e termina o contrato com Matt, libertando Maya. Matt finalmente é declarado culpado.
Franziska então se enfurece com as filosofia pessoal de Edgeworth e suas falhas anteriores contra Phoenix, e então ela decide voltar para a Alemanha. Entretanto, Edgeworth a confronta no aeroporto, e devolve o chicote dela. Ela se despede em lágrimas e promete voltar algum dia a fim de derrotar Phoenix.

## Ficha dos casos

### The Lost Turnabout
Ré: Maggey Byrde
Vítima: Dustin Prince
Promotor: Winston Payne
Advogado: Phoenix Wright
Testemunhas: Dick Gumshoe/Richard Wellington
Causa da Morte: Pescoço quebrado devido a queda
Arma do Crime: Nenhuma
Culpado: Richard Wellington
Ponto de Vista do Vilão: Richard perdeu seu celular num parque, mas o celular estava com uma lista de pessoas que fazem parte de uma sociedade criminal, a qual ele é um membro. Quando viu Dustin com sua farda de policial com o celular dele, ele rapidamente o empurrou, mas Maggey ainda sim ficou com o celular dele. Frustrado, ele sabia o nome de Maggey, mas não como escrevê-lo, e escreveu "Maggie" no lugar. Também perdeu seus óculos, que foram encontrados embaixo do corpo.
No dia seguinte, Richard nocauteou Phoenix e pegou o celular dele por engano, e Phoenix provou que era o celular dele, mesmo tendo perdido a memória pela pancada na cabeça.

### Reunion, and Turnabout
Ré: Maya Fey
Vítima: Dr. Turner Grey
Promotora: Franziska Von Karma
Advogado: Phoenix Wright
Testemunhas: Dick Gumshoe/Morgan Fey/Ini Miney/Lotta Hart
Causa da Morte: Um tiro na cabeça e uma facada na barriga
Arma do Crime: Uma faca e uma pistola
Culpada: Ini(Mimi) Miney
Cúmplice: Morgan Fey
Ponto de Vista da Vilã: Ini é, na verdade, Mimi. O acidente de carro a um ano atrás matou Ini na verdade, e depois de uma cirurgia plástica, Mimi recomeçou uma vida nova como sua irmã. Depois de algum tempo, aconselhou Maya para Dr. Grey conjurar Mimi, para que ela admitisse ser a culpada da morte de 14 pacientes quando confundiu os remedios, e desde lá, já planejou o assassinato. Fez com a ajuda de Morgan, que, com Maya fora do caminho e Mia morta, deixaria sua filha, Pearl ser a mestra da Aldeia Kurain.
A caixa de roupas da Side Room foi levada até a sala de invocação e escondida, Maya foi drogada com pilulas para dormir. Antes de começarem, Mimi saiu da caixa, escondeu Maya lá, e cravou uma faca no Dr. Grey. Como ele não morreu, sacou uma arma e tentou atirar em Mimi, mas errou. Ela pegou a arma e atirou na cabeça dele. Ela fingiu ser Maya, e Morgan mandou Phoenix e Lotta sairem e ligarem para a policia. Enquanto isso, as duas tiraram Maya da caixa e a levaram de volta para a Side Room, e deixaram Maya ser culpada.

### Turnabout Big Top
Réu: Billy Bob "Maximillion Galactica" Johns
Vítima: Russel Berry
Promotora: Franziska Von Karma
Advogado: Phoenix Wright
Testemunhas: Dick Gumshoe/Ken "Acro" Dingling/Lawrence "Moe" Curls/Ben Woodman e Trilo Quist
Causa da Morte: Trauma por uma pancada forte na nuca
Arma do Crime: Um troféu
Culpado: Ken "Acro" Dingling
Ponto de Vista do Vilão: Cinco meses antes, Regina Berry (a domadora) fez uma aposta com Sean "Bat" Dingling, o irmão de Acro: ele iria por a cabeça na boca de um leão e, se conseguisse, ela o namoraria. Mas antes, sem querer namorá-lo, colocou pimenta no lenço de pescoço dele, querendo que ele espirrasse e tirasse a cabeça da boca do leão, mas foi o leão que espirrou e mordeu a cabeça de Bat, deixando-o em coma.
Planejando sua vingança, Acro pegou o troféu de Max e o amarrou a uma corda, e o largaria quando Regina aparecesse para abrir a caixa abaixo da janela dele, mas foi Russel quem apareceu. Ele deixou a estátua cair, mas a capa que Russel vestia se enroscou no troféu, que foi levantado por Acro para ocultar a arma e criar um álibi. Moe, o palhaço, viu o vulto com a capa sair do chão, e acreditou ser Max voando da cena do crime. Após ser surpreendido por um mandado de busca pedido por Franziska, Acro escondeu a estátua de Max embaixo de sua cadeira de rodas.

### Farewell, My turnabout
Réu: Matt Engarde
Vítima: Juan Corrida
Promotor: Miles Edgeworth
Advogado: Phoenix Wright
Testemunhas: Dick Gumshoe/Adrian Andrews/Shelly De Killer/Wendy Oldbag/Will Powers
Causa da Morte: Estrangulamento
Arma do Crime: Um cachecol
Culpado: Shelly De Killer
Cúmplice: Matt Engarde
Ponto de Vista do Vilão: Tudo começou com o suicidio de Celeste. Juan conseguiu roubar as últimas palavras escritas de Celeste, onde não só estava o seu testamento, como a causa do seu suicidio, ninguém menos do que o nosso conhecido, Matt Engarde. Ele ficou sabendo de que Juan iria revelar para o público o que ele tinha feito com a Celeste, e arrasar a sua reputação que ele tinha ganhado pelo mundo. Ao saber disso, contratou Shelly De Killer e marcou o assassinato de Juan, mas instalou uma câmera secreta para vigiar De Killer, já que não confiava nele e planejava chantageá-lo com o vídeo filmado. Shelly no quarto de Juan disfarçado de camareiro, o matou estrangulado e roubou o bilhete de Celeste; tudo filmado por Matt.

## Desenvolvimento

### Versão para Game Boy Advance
Justice for All foi originalmente lançado para Game Boy Advance como Gyakuten Saiban 2. Foi lançado no dia 22 de Outubro de 2002, somente no Japão. Usa a mesma engine que o jogo anterior da série, Gyakuten Saiban (conhecido em inglês como Phoenix Wright: Ace Attorney).

### Versões para Nintendo DS
Gyakuten Saiban 2 foi refeito para Nintendo DS com  o nome de Phoenix Wright: Ace Attorney Justice for All usando a mesma engine de Phoenix Wright: Ace Attorney. Foi lançado no dia 26 de Outubro de 2006 no Japão. Foi lançado mais tarde em outros países, incluindo a América do Norte no dia 16 de Janeiro de 2007, Europa no dia 16 de Março de 2007, e Austrália no dia 6 de Setembro de 2007. A tradução dessa versão permaneceu quase a mesma da versão anterior, o que inclui alguns erros de ortografia, gramática, pontuação e uso de palavras. Isso gerou críticas e, algumas análises. A tradução inglesa do jogo inclui muitas referências a programas de TVs, filmes, outros jogos eletrônicos e referências à cultura pop ocidental, sendo adaptadas pelo time de tradução.

## Recepção
Apesar de Justice for All ter críticas positivas, é o título menos aclamado da série. Foi criticado principalmente por não ter as novidades que existiram na primeira adaptação da série para o Nintendo DS.